# Cơm rượu mảnh
Cơm rượu mảnh (danh pháp khoa học: Glycosmis gracilis) là một loài thực vật có hoa trong họ Cửu lý hương. Loài này được B.C.Stone mô tả khoa học đầu tiên năm 1985.